# UV-преобразование

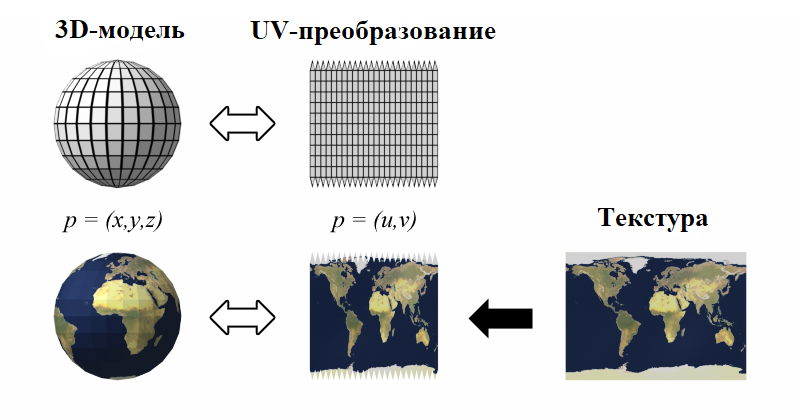
Равнопромежуточная проекция — пример наложения двухмерной текстуры (координаты U, V) на трёхмерный глобус (координаты X, Y, Z)

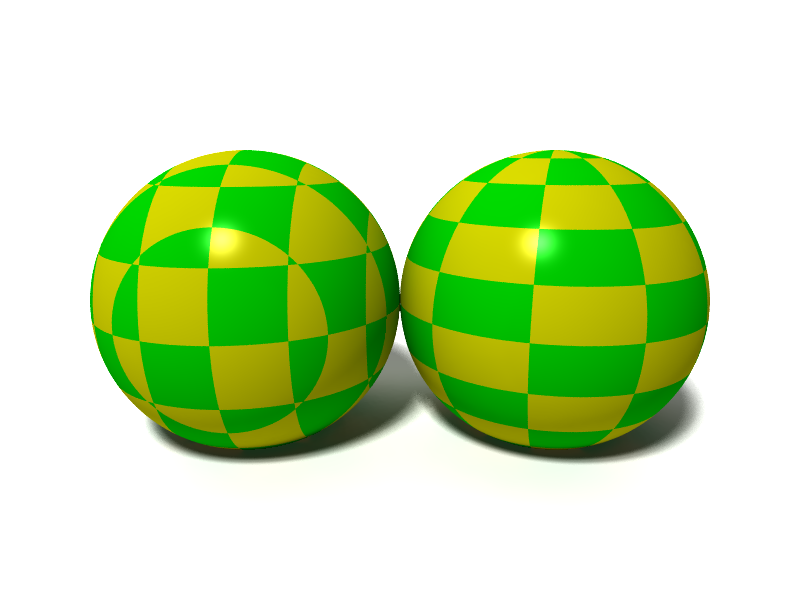
Шахматная текстура на сфере: слева — общая матрица на всю сферу, справа — развёртка с равнопромежуточной проекцией

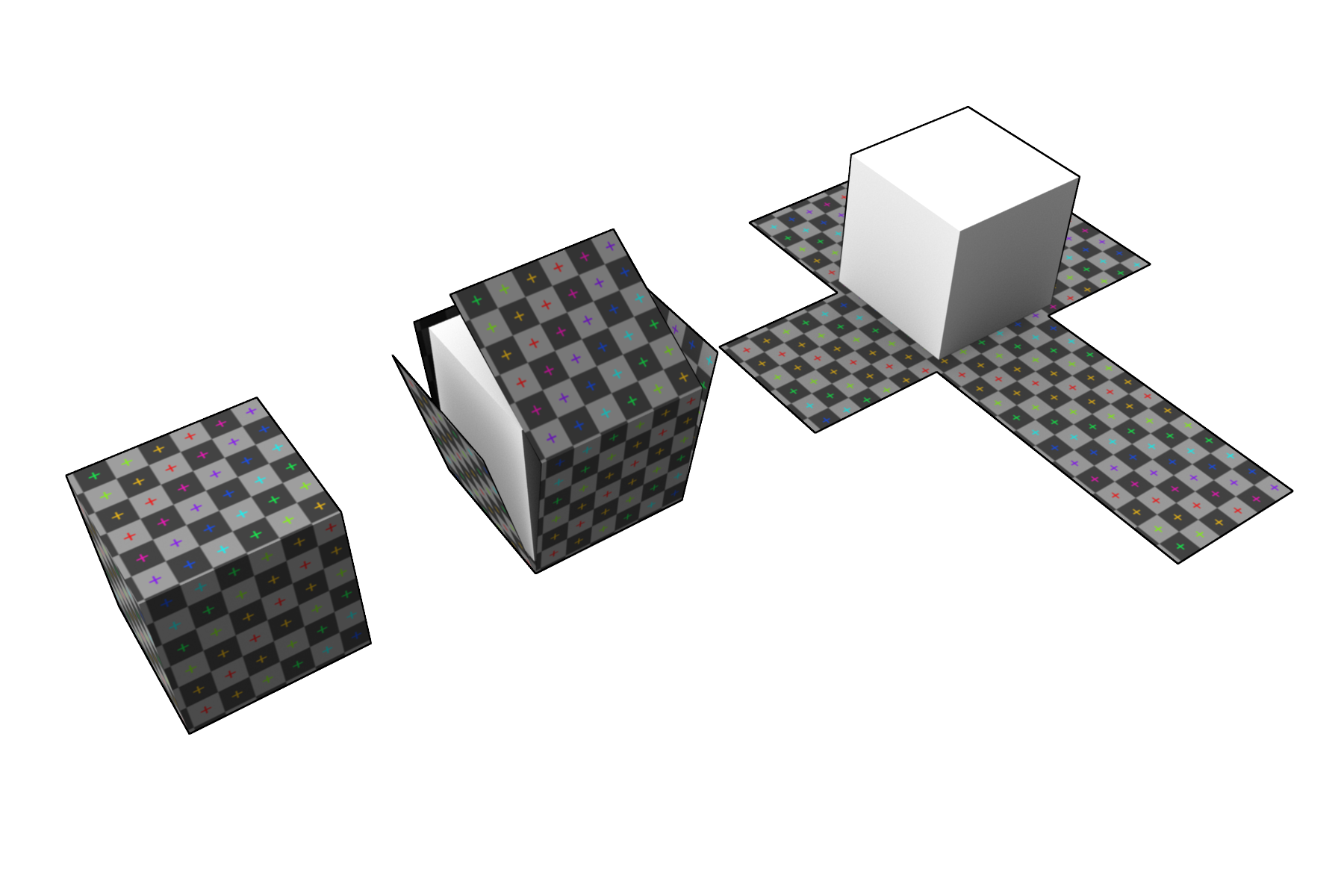
Пример наложения текстуры на куб. Текстура имеет вид плоской развёртки

UV-преобразование или развёртка в трёхмерной графике (англ. UV map) — соответствие между координатами на поверхности трёхмерного объекта (X, Y, Z) и координатами на текстуре (U, V). Значения U и V обычно изменяются от 0 до 1. Развёртка может строиться как вручную, так и автоматически — например, в 3Ds Studio MAX есть несколько алгоритмов автоматического развёртывания модели.
В компьютерной графике под развёрткой понимают процесс проекции поверхности трёхмерной модели на двумерную текстуру. Современное программное обеспечение для трёхмерного моделирования рассматривает UV-преобразование в пределах одного треугольника как аффинное, что означает возможность задания координат текстуры (U,V) только для вершин каждого треугольника. Однако ключевая задача моделиста заключается в определении оптимального способа соединения этих треугольников на текстуре, что требует значительного мастерства и понимания принципов UV-развёртки.

### Критерии качества развёртки
Основные показатели качественной развёртки включают:
Эффективное использование текстуры - необходимость максимально заполнять доступное пространство текстуры, учитывая при этом требования к MIP-текстурированию. Как отмечают разработчики Valve, для корректной генерации уменьшенных копий текстур по краям развёртки требуется оставлять специальные припуски.
Контроль детализации - равномерное распределение деталей текстуры без образования областей с недостаточной или избыточной детализацией.
Минимизация искажений - избегание значительных геометрических деформаций текстуры, которые могут привести к визуальным артефактам.
Соответствие стандартным ракурсам - ориентация элементов развёртки согласно типовым углам обзора объекта, что существенно облегчает работу художника по текстурам.
Оптимальное расположение швов - размещение границ развёртки (швов) в наименее заметных местах, таких как естественные складки или стыки деталей. Например, при создании персонажей для Dota 2 разработчики специально требовали выделять глаза в отдельный UV-островок.
Баланс симметрии - для частично симметричных объектов важно комбинировать симметричные участки (упрощающие текстурирование) с асимметричными элементами, добавляющими реалистичность модели.

## Пример: равнопромежуточная проекция
В картографии цилиндрическая проекция — семейство проекций, которые преобразуют меридианы в вертикали (U=const), а параллели в горизонтали (V=const). Одна из цилиндрических проекций, так называемая равнопромежуточная проекция (φ — широта, [−π; π]; λ — долгота, [−½π; ½π]):
{\displaystyle u={\frac {\varphi }{2\pi }}+0{,}5}
{\displaystyle v={\frac {\lambda }{\pi }}+0{,}5}
Подобное преобразование можно применить и в компьютерной графике, чтобы наложить текстуру земной поверхности на трёхмерный шар. По этим метрикам:
- Использование площади текстуры: отлично. Использована вся площадь текстуры.
- Отсутствие областей с недостаточной/избыточной детализацией: средне. У полюсов избыток детализации.
- Сходство со стандартными ракурсами: хорошо. Такая проекция похожа на обычные картографические, хоть и не совпадает с ними.
- Отсутствие швов: отлично. Существует один шов по меридиану (между U=0 и U=1). Шов можно сделать максимально незаметным, расположив на его месте океан; также, циклически сместив текстуру, можно аккуратно прорисовать шов, а затем сместить обратно.
- Геометрические искажения: плохо. У полюсов поверхность Земли сильно искажена.
- Симметрия: неприменимо. Глобус несимметричен.

## UVW-преобразование
Рисованные и фотографические текстуры используют только две координаты: U и V. В случае автогенерируемых текстур или мультитекстурирования возможна третья координата — W, глубина в «континууме текстур». Например, W=0 может быть песком, W=1 — камнями, промежуточные значения — песком, из которого выглядывают камни.
Теоретически возможны четвёртая, пятая и т. д. координаты — однако графическое аппаратное обеспечение, накладывая текстуры, проводит преобразование {\displaystyle \mathbb {R} ^{3}\to \mathbb {R} ^{3}} и отбрасывает третью координату. UVW-преобразование задействует отброшенную координату на переходы от одной текстуры к другой: это оживляет «заэкранный мир», не меняя серьёзно конструкцию видеоплаты.